# Port-de-Paix
Port-de-Paix (en criollo haitiano Pòdpè) es una comuna de Haití que está situada en el distrito de Port-de-Paix, del departamento de Noroeste.

## Historia
Fundado con el nombre de Valparaiso por los españoles en 1644 sobre la antigua residencia del cacique indio del Cacicazgo de Marién, pasó a su denominación actual al pasar a ser un refugio de filibusteros franceses.
En 2015 la sección comunal de Lapointe, que hasta ese momento formaba parte de la comuna de Port-de-Paix, se desgajó de esta para formar la nueva comuna de Lapointe.

## Secciones
Está formado por las secciones de:
- Baudin
- Aubert
- Mahotière
- Bas des Moustiques
- La Corne

## Demografía
| Gráfica de evolución demográfica de Port-de-Paix entre 2009 y 2015 |
|                                                                    |

Los datos demográficos contemplados en este gráfico de la comuna de Port-de-Paix son estimaciones que se han cogido de 2009 a 2015 de la página del Instituto Haitiano de Estadística e Informática (IHSI). 